# Brevicornu rosmellitum
Brevicornu rosmellitum är en tvåvingeart som beskrevs av Chandler 2001. Brevicornu rosmellitum ingår i släktet Brevicornu och familjen svampmyggor. Inga underarter finns listade i Catalogue of Life.